# Ignacio Segundo Flores
Ignacio Segundo Flores fue un destacado empresario sanjuanino del siglo XIX.

## Biografía
Ignacio Segundo Flores nació en la ciudad de San Juan, Argentina, hijo de José Ignacio Flores, importante comerciante sanjuanino, gobernador provisorio de la provincia y amigo desde la infancia de Domingo Faustino Sarmiento y Jovita Videla, hija del guerrero de la independencia Luis Videla.
Entre 1875 y 1878 integró la Asamblea Constituyente de su provincia que sancionó la Constitución de 1878.
No obstante su principal actividad fue la empresaria, en la que destacó particularmente al igual que su hermano Luis Heraclio. Promovió distintas actividades industriales en su provincia. Fundó el establecimiento "El Argentino" para la desecación de frutas y se convirtió en uno de los principales productores vitivinícolas.
Su establecimiento, especializado en la producción de pasas de uva, convirtió gradualmente a una industria local y tradicional como la producción de pasas en un recurso de exportación. Ya en 1866 el Censor de Buenos Aires decía refiriéndose a sus productos: "no la produce otra provincia al grado de perfección que la de San Juan". 
Participó de la Primera Exposición de San Juan de 1883, donde presentó vinos y pasas de uva, de las que ya era el principal productor de la provincia y para 1886, luego de la Segunda Exposición Industrial, era ya el principal del país. Pronto se convirtió en el más grande de Sudamérica y un modelo en su género.
Sarmiento en sus Obras Completas se refiere a su establecimiento, y fue el destinatario de una de las últimas cartas que escribió Sarmiento antes de morir, posiblemente la última.
Estaba casado con Angelina Precilla, con quien tuvo varios hijos: María Evangelina, Ana María Ernestina y Alfredo.